# Hyalonema divergens
Hyalonema divergens är en svampdjursart som beskrevs av Schulze 1887. Hyalonema divergens ingår i släktet Hyalonema och familjen Hyalonematidae.
Artens utbredningsområde är Vanuatu. Inga underarter finns listade i Catalogue of Life.